# Дизли, Джон
Джон Айвор Дизли (англ. John Ivor Disley; 20 ноября 1928, Коррис — 8 февраля 2016, Лондон) — британский легкоатлет, бегун на средние дистанции, специалист по стипль-чезу. Выступал за сборные Великобритании и Уэльса на всём протяжении 1950-х годов. Участник двух летних Олимпийских игр, бронзовый призёр Олимпийских игр в Хельсинки, многократный победитель первенств национального значения. Также известен как спортивный организатор и чиновник, один из основателей Лондонского марафона.

## Биография
Родился в деревне Коррис округа Гуинет, Уэльс. Окончил старшую школу для мальчиков в Озуэстри, затем учился в колледже в Лафборо. С юных лет занимался лёгкой атлетикой, бегал на средние дистанции, проходил подготовку в Лондоне в спортивном клубе L.A.C.
Наибольшего успеха на международной арене добился в сезоне 1952 года, когда вошёл в основной состав британской национальной сборной и благодаря череде удачных выступлений удостоился права защищать честь страны на летних Олимпийских играх в Хельсинки. В беге на 3000 метров с препятствиями сумел дойти до финала и занял в решающем забеге третье место, завоевав тем самым бронзовую олимпийскую медаль — на финише его обошли только американец Хорац Ашенфельтер и советский бегун Владимир Казанцев.
В 1954 году выступал на Играх Британской империи и Содружества наций в Ванкувере, где, тем не менее, попасть в число призёров не смог, в беге на одну милю выбыл из борьбы за медали на предварительном квалификационном этапе. В 1955 году установил свой личный рекорд в стипль-чезе, преодолев дистанцию за 8:44,2. Находясь в числе лидеров легкоатлетической команды Великобритании, благополучно прошёл отбор на Олимпийские игры 1956 года в Мельбурне — вновь вышел в финал в беге на 3000 метров с препятствиями, но на сей раз на финише был лишь шестым.
После мельбурнской Олимпиады ещё в течение некоторого времени оставался в основных составах национальных сборных Великобритании и Уэльса, продолжал принимать участие в крупнейших международных соревнованиях. Так, в 1958 году он выступил на домашних Играх Британской империи и Содружества наций в Кардиффе — стартовал в беге на три мили, однако финишировать не смог, принял решение сойти с дистанции. Вскоре по окончании этих соревнований принял решение завершить карьеру профессионального спортсмена, уступив место в сборной молодым британским легкоатлетам.
Завершив спортивную карьеру, занимался административной деятельностью, получил известность как спортивный организатор. В 1981 году вместе с олимпийским чемпионом Крисом Брашером он основал знаменитый Лондонский марафон — эта идея пришла к нему в 1979 году после того как он пробежал Нью-Йоркский марафон и находился под впечатлением от этого события. Позже занимал должность президента благотворительного фонда Лондонского марафона. В период 1974—1982 годов находился на посту вице-президента Британского спортивного совета. Был одним из главных популяризаторов спортивного ориентирования на территории Великобритании. Являлся президентом валлийского Snowdonia Society, введён в Зал славы спорта Уэльса. Командор ордена Британской империи.
Был женат на известной британской бегунье Сильвии Чизмен (Дизли), которая так же является бронзовой призёркой Олимпиады в Хельсинки.